# جی‌اف بیوکمیکالز
جی‌اف بیوکمیکالز (به انگلیسی: GF Biochemicals) یک شرکت بیوشیمیایی است که در سال ۲۰۰۸ توسط متیو فلامینی و پاسکاله گراناتا تأسیس شد. این شرکت برای اولین بار در دنیا دست به تولید انبوه لوولینیک اسید کرد. این شرکت به مدت هفت سال در مورد تولید این محصول با دانشگاه پیزا همکاری کرد. در سال ۲۰۱۶ جی اف بیوکمیکالز شرکت آمریکایی سگتیس (Segetis) را تحت مالکیت خود درآورد.
این شرکت کارخانه‌ای در شهر کسرتا در ایتالیا دارد که حدود ۸۰ نفر در آن مشغول به کارند. در سال ۲۰۱۵ جایزه جان سیم (John Sime Award) برای نوآورانه‌ترین فناوری جدید به این شرکت اهدا شد. جی اف بیوکمیکالز در میلان و هلند دفتر دارد.